# Кубок Ліхтенштейну з футболу 1977—1978
Кубок Ліхтенштейну з футболу 1977—1978 — 33-й розіграш кубкового футбольного турніру в Ліхтенштейні. Титул здобув Ешен-Маурен.

## Перший раунд
| Команда 1  | Рахунок | Команда 2 |
| ---------- | ------- | --------- |
| Бальцерс   | 5–1     | Шан       |
| Трізенберг | 3–4     | Вадуц     |
| Руггелль   | 6–0     | Трізен    |

Вільний від першого раунду Ешен-Маурен.

## 1/2 фіналу
| Команда 1 | Рахунок         | Команда 2   |
| --------- | --------------- | ----------- |
| Вадуц     | 0–1             | Руггелль    |
| Бальцерс  | 4–4 дч пен. 2–5 | Ешен-Маурен |

## Фінал
| 13 травня 1978 |

| Ешен-Маурен | 3–1 | Руггелль |
| ----------- | --- | -------- |
|             |     |          |

| Трізенберг |